# Hafnium
A hafnium egy kémiai elem, amely a periódusos rendszerben a 72-es rendszámot viseli. Nevét Koppenhága latin elnevezéséből származtatják - Hafnia - ahol a hafniumot felfedezték. Ezüstszürke, csillogó, korrózióálló átmenetifém, a titáncsoport tagja. A hafnium nagyon hasonló tulajdonságokkal bír, mint a periódusos rendszerben felette elhelyezkedő cirkónium. Biológiai szervezetben való előfordulásáról nincsenek adatok, normál esetben nem fordul elő emberi szervezetben és nem is mérgező arra.

## Története
A hafnium az egyik utolsó nem radioaktív elem a periódusos rendszerben. Az első bizonyítékára annak, hogy létezik egy elem a lutécium és a tantál közt, az 1912-ben megfogalmazott Moseley-törvény mutatott rá. Henry Moseley megpróbálta 1914-ben az ismeretlen – de a törvény alapján 72-es rendszámmal igenis létező – kémiai elemet ritkaföldi ásványokból (ma Lantanoidák) kimutatni. Ez azonban sikertelen volt.
1922-ben Niels Bohr egyik nyilvános munkájában – mely a magfizikát tárgyalta – megjósolta, hogy valahol a lantanoidák között a lutéciummal bezárólag kell lennie és a cirkóniummal hasonlóságot kell mutatnia. Egy évvel később Koppenhágában Dirk Coster és Hevesy György Norvégiából és Grönlandról származó cirkonból röntgenspektroszkópiával mutatták ki a hafnium létezését. További ásványok vizsgálatával kiderült, hogy a hafnium mindig a cirkóniumtartalmú ásványokban van jelen. Szétválasztásukat Valdemar Thal Jantzennek és Hevesynek diammónum- és dikálium-fluorid kikristályosításán keresztül sikerült megoldani. Az elemi hafniumot ezután nátriummal történő redukcióval nyerték ki.

## Előfordulása
Hafniumot a földkéreg 49-tízmilliomod részben tartalmaz (4,9 ppm), így a Földön nem sűrűn fordul elő. Gyakoriságát tekintve a brómmal és a céziummal egyező, de a régóta ismert aranynál vagy higanynál mégis gyakoribb. A hafnium sem tiszta- sem saját ásványként nem fordul elő. Ezzel szemben minden cirkónium-ásvány, mint a cirkon és baddeleyit tartalmaz hafniumot, mely legtöbbször 2%-a a cirkóniumtartalomnak (kb. 1-5 tömegszázalék hafnium). Egy a kevés ásvány közül – mely több hafniumot, mint cirkóniumot tartalmaz – az alvit [(Hf,Th,Zr)SiO4].
Bányászata a cirkóniummal együtt folyik leginkább Ausztráliában és Dél-Afrikában. Hafniumból a még bányászható mennyiséget 1,1 millió tonnára becsülik (beleértve a hafnium-oxid vegyületeket is).

## Kinyerése és előállítása

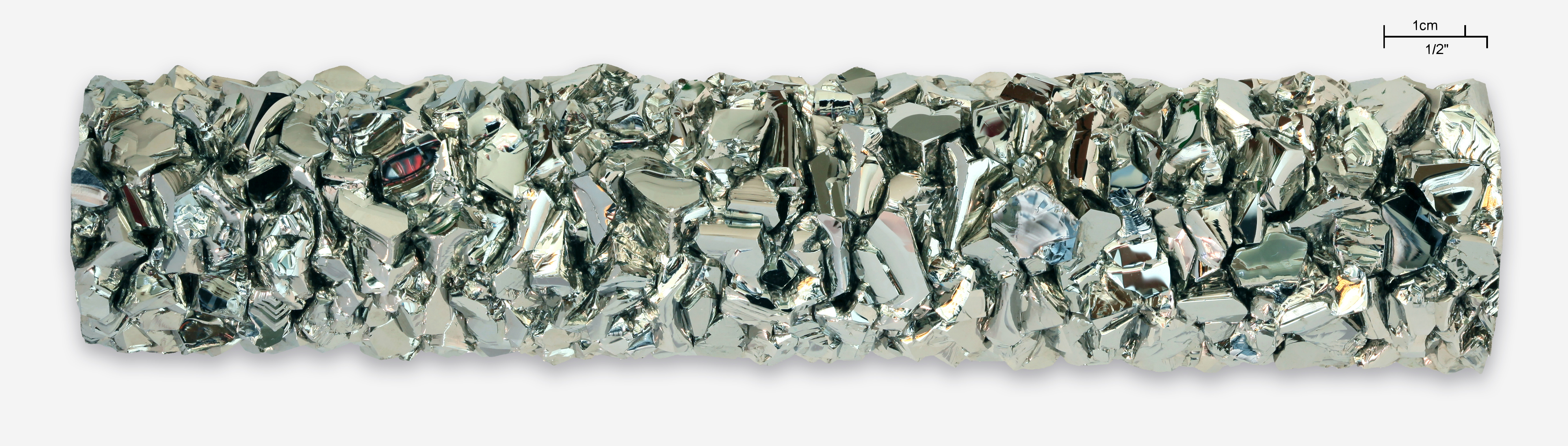
Hafnium

A hafnium kinyeréséhez szükség van annak a cirkóniumtól való szétválasztására. Ezt egy teljesen külön folyamatként kell végezni, mert az előállítás során nincs erre mód. Ez folyadék-folyadék szétválasztással történik, melynek alapja, hogy a hafnium- ill. cirkóniumsó különbözőképpen oldódik fel a speciális oldószerben. Erre példák a nitrátok oldhatósága tri-n-butilfoszfátban, és a tiocianátoké metilizobutilketonban.
Más módszerek ioncserélőket használnak, és alkalmas vegyületeket tisztítanak frakcionált desztillációval.
A leválasztott hafnium a Kroll-folyamat után hafnium(IV)-kloriddá alakítható, és elemi nátriummal vagy magnéziummal elemi hafniummá redukálható:
{\displaystyle \mathrm {HfCl_{4}+2\ Mg\longrightarrow Hf+2\ MgCl_{2}} }
Ha még tisztább hafnium kell, akkor a Van-Arkel-de-Boer-eljárás alkalmazható. Itt jóddal reagáltatják hafnium(IV)-jodiddá. Ezt forró dróton újra hafniummá és jóddá bontják:
{\displaystyle \mathrm {Hf} +2\mathrm {I} _{2}\rightleftharpoons {\text{HfI}}_{4}}
Kis mennyiségben gyártanak hafniumot 100 tonnás mennyiségben. Melléktermékként készül a hafniummentes cirkónium előállítása során.

## Tulajdonságai
A hafnium finom pora gyulladékony és pirofóros. Kompakt állapotban nem ég.
Nem mérgező.

### Fizikai tulajdonságai
A hafnium ezüstös fényű nehézfém. Sűrűsége 13,31 g/cm³. Hőmérséklettől függően kétféleképpen kristályosodik. Normál állapotban hexagonálisan, ez az α-Hf, és 1775 °C fölött tércentrált kockarácsban kristályosodik, ez a β-Hf. Mágnesessége 98,5%
A nagy tisztaságú hafnium puha és hajlítható. Könnyen kovácsolható és kalapálható. Azonban ha akár csak nyomokban van benne szén, oxigén vagy nitrogén, akkor rideggé válik. Olvadáspontja 2227 °C, forráspontja 4450 °C: ezek a legmagasabb értékek a csoportjában.
A fém majdnem minden tulajdonságában könnyebb homológjára, a cirkóniumra hasonlít. A lantánoidkontrakció miatt az atom- és ionsugarak hasonlóak (atomsugár: Zr: 159 pm, Hf: 156 pm). Az egyik kivétel a sűrűség, ugyanis a cirkónium lényegesen könnyebb: sűrűsége 6,5 g/cm³. Az alkalmazások szempontjából fontosabb, hogy a hafnium 600 -szor jobban nyeli el a neutronokat, mint a cirkónium. Ezért kell az atomerőművekben a két fémet elválasztani egymástól.
A hafnium 0,08 K alatt szupravezetővé válik.

### Kémiai tulajdonságai
Hevítés hatására oxigénnel reagál. Ugyanilyen körülmények között más nemfémek, mint a szén, a nitrogén, a bór és a szilícium is vegyületeket képeznek vele. Szobahőmérsékleten gyorsan vastag oxidréteg keletkezik, ami passziválja a fémet, és védi a további oxidációtól.
A legtöbb savban a hafnium a passziválás miatt nem oldódik. Folysavban és forró koncentrált kén-és foszforsavban korrodálódik. A salétromsav és a sósav keverékeinek, így királyvíznek is szobahőmérsékleten csak rövid ideig szabad kitenni, 35 °C-on évi több, mint 3 mm veszteséggel kell számolni. Jobban bírja a vizes bázisokat; 100 °C-ig az évenként veszteség 0,1 mm alatt van.

## Izotópjai
A hafniumnak összesen 35 izotópja és 18 magizomerje van 153Hf-tól 188Hf-ig. A természetes hafnium hat különböző izotóp keveréke. A leggyakoribb izotóp a 180Hf, 35,08%-os gyakorisággal. Ezt követik a 178Hf 27,28%-kal, 177Hf 18,61%-kal, 179Hf 13,62%-kal, 176Hf 5,27%-kal és 174Hf 0,16%-kal. A 174Hf radioaktív, felezési ideje 2 · 1015. Alfa-sugárzó. A 179Hf és a 177Hf NMR-spektroszkópiával mutatható ki.
A 178 2mHf 31 éves felezési idejével hosszú életű, és bomlásakor erős, 2,45 MeV-os gammasugárzást bocsát ki. Ez a legnagyobb energia, amit metastabil magizomer kisugároz. Erős lézerekben alkalmazzák forrásként, ugyanis Carl Collins 1999-ben felfedezte, hogy ez a magizomer röntgensugárzás hatására egyszerre adja le energiáját.

## Felhasználása
Nehéz előállítása miatt csak kis mennyiségben alkalmazzák. A fő terület a magtechnika, amiben hafnium rudakkal szabályozzák a láncreakciót. A hafnium előnyei más neutronelnyelő anyagokkal szemben: korrózióálló, és a neutronok befogásával újabb hafniumizotópok keletkeznek, amik szintén jó neutronelnyelők. Drágasága miatt többnyire hadi célokra, például atomtengeralattjárókon alkalmazzák.
A hafniumot reakciókészsége miatt vákuum előállítására is használják. A fém gyorsan reagál a kis mennyiségű oxigénnel és nitrogénnel, így távolítva el a gázokat az adott térrészből.
Égésekor nagyon világos fényt bocsát ki, ezért villanófénylámpákban alkalmazzák. Több vegyülete, különösen a hafniumnitrid és a hafniumkarbid nagyon stabil, és csak nagyon magas hőmérsékleten olvadnak meg.
Két százalék hafnium a szilárdságot erősíti az olyan fémekkel alkotott ötvözetekben, mint amilyen a nióbium, a tantál, a molibdén és a volfrám. Különösen stabil, hőálló alapanyagok jönnek így létre.

## Vegyületei
A hafnium reakciókészsége miatt sokféle vegyületet képez. Ezek többnyire magas olvadáspontú sók vagy keverékkristályok.  Legfontosabb oxidációs száma +IV, de vannak vegyületek, amikben 0 és +III közötti oxidációs számmal fordul elő. Egyes komplexeiben megjelenik negatív oxidációs számmal is.

### Hafnium(IV)-oxid
A hafnium(IV)-oxid nagyon stabil és magas hőmérsékleten olvadó anyag. Permittivitása 25, jóval nagyobb, mint a szilíciumé, ami 3,9. Ez értékessé teszi a félvezetőtechnológia számára. Integrált áramkörökben kapcsolókhoz használják.
A struktúrák méretének csökkenésével a kóbor áramok egyre nagyobb gondot jelentenek. Az efféle anyagok felhasználásával a dielektrikum vastagsága a tranzisztor kapcsolási sebességének csökkenése nélkül növelhető, így lehetővé válik a további miniatürizálás.

### Más hafniumvegyületek
A hafnium-karbid a legmagasabb olvadáspontú anyagok egyike. A hafnium-nitriddel és a hafnium-boriddal együtt a keményanyagokhoz tartozik.
A hafniumnak ismertek halogénekkel alkotott vegyületei is. A fluorral, a klórral, a brómmal és a jóddal egyaránt alkot sókat. Oxidációs száma többnyire +IV, de ismertek alacsonyabb oxidációs számú kloridjai és bromidjai, sőt létezik hafnium(III)-jodid is. A hafnium(IV)-klorid és -jodid a hafnium kinyerésében játszik szerepet.
A kálium-hexafluoro-hafnátot (K2[HfF6]) és az ammónium-hexafluoro-hafnátot ((NH4)2[HfF6]) a hafnium és a cirkónium szétválasztásához alkalmazzák, mert ezek a sók könnyebben oldódnak, mint a megfelelő komplexek.